# Barsoom

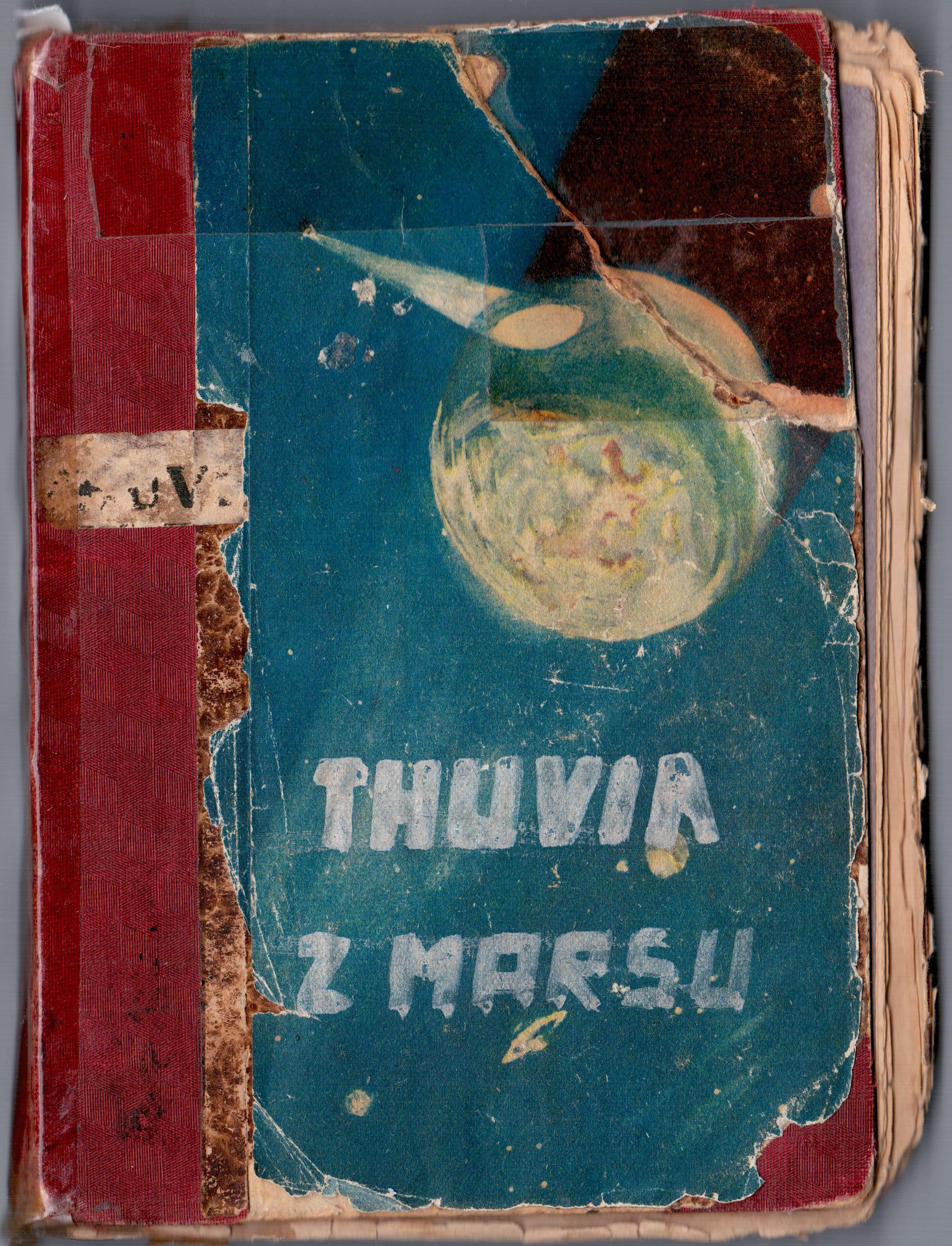
Obálka českého vydání Thuvia z Marsu z roku 1928, ilustroval V. Čutta, nakladatel Ladislav Šotek, Praha.

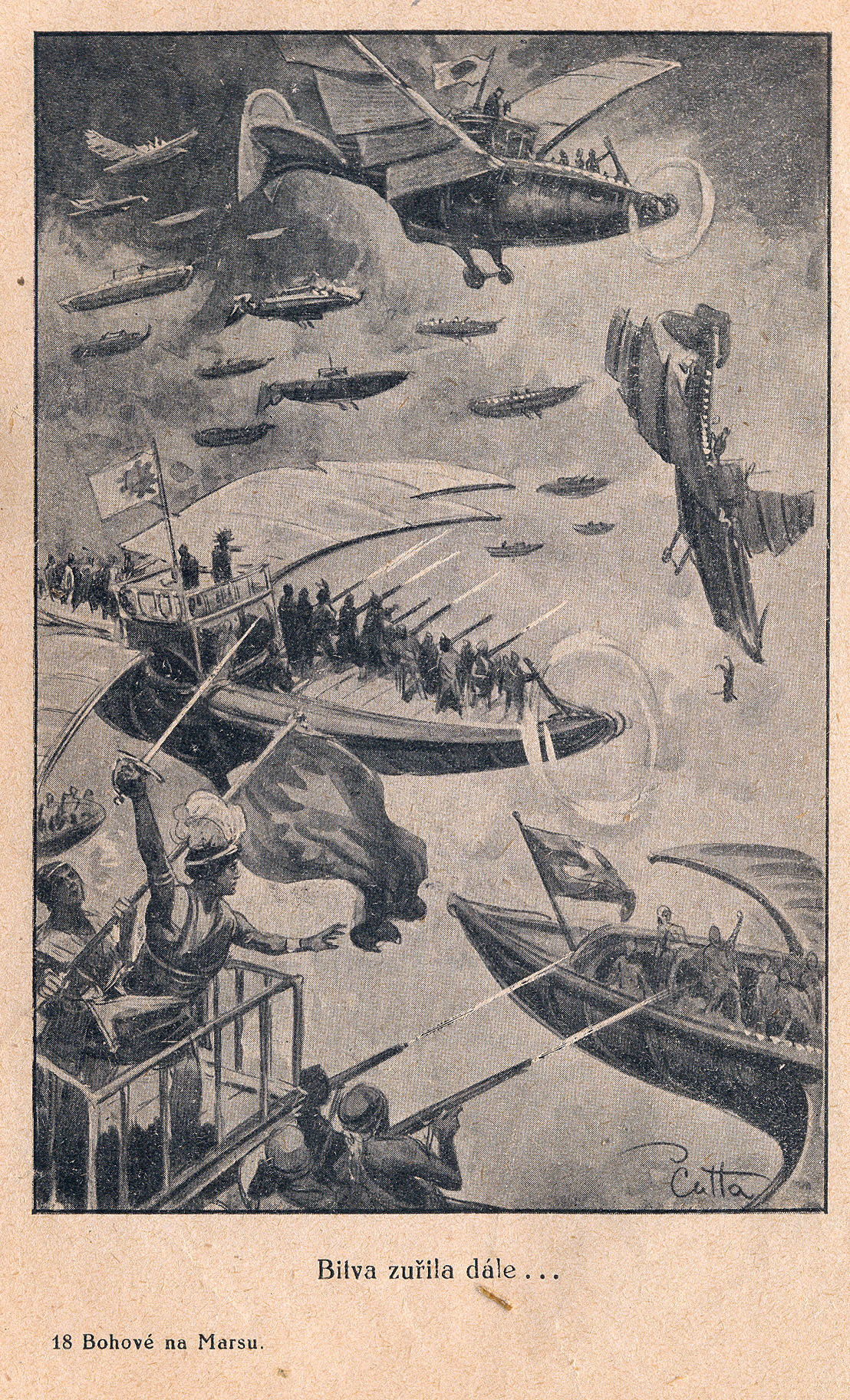
Bohové na Marsu ilustrace z českého vydání z roku 1928, ilustroval V. Čutta, nakladatel Ladislav Šotek, Praha.

Barsoom je fiktivní svět, který umístil americký spisovatel Edgar Rice Burroughs na planetu Mars. Svět je popsán v seriálu jedenácti sci-fi a fantasy románů, jejichž hlavním hrdinou je veterán americké občanské války a zlatokop John Carter, který je na Mars přenášen blíže nepopsanou mystickou silou. Díky prostředí s menší gravitací převyšují fyzické schopnosti jeho pozemských svalů schopnosti všech místních obyvatel a John Carter se stává pravým supermanem, vezme si za ženu barsoomskou princeznu Dejah Thoris a stane se pánem planety.
Barsoom je obýván mnoha inteligentními rasami a žijí zde nejen neškodní tvorové (např. thoat, jízdní zvíře, obdoba pozemského koně, která je ovšem před Carterovým přístupem k výcviku také smrtící), ale i nejrůznější krvelačné šelmy a obludy. Civilizace na Marsu ovládá různé fantastické technologie a probíhají zde neustálé boje. Děj všech knih má zběsilé tempo vršící za sebou jedno dobrodružství za druhým a jen velmi volnou logiku.
Carter je zvýhodněn nižší gravitací planety a tím, že telepaticky se částečně dorozumívající Marťané mu nejsou s to odečítat myšlenky. On jim však ano. Líčení jeho dobrodružství často připomíná sny a války mají prvky bojů s indiány a jindy zase šermířský charakter (celý román Mistři meče na Marsu je fakticky parafrází Zorra Mstitele). Charakteristická je i absurdní cudnost těchto příběhů kontrastující se značnou krvelačností. Některými prvky (Umělí lidé na Marsu) Burroughs fakticky předpověděl brutální rasovou segregaci nacismu. Poslední dva svazky nejsou regulérními romány, ale šesti samostatnými příběhy. První části ságy na sebe naopak navazují velmi těsně. Ne ve všech svazcích je hlavním hrdinou John Carter a ne všechna dobrodružství se odehrávají na Marsu, ale třeba také na Jupiteru. Ray Bradbury označil Burroughsův Mars za nejdokonalejší z literárních Marsů vč. svého, ale při jeho konstrukci se autor dopustil nedůsledností (týkají se kupříkladu (ne)používání výbušných střelných zbraní) i samoúčelností (složité rození Marťanů z postupně rostoucích vajec, která jsou mengelovsky redukována, Marťani nezabíjejí Marťanky a naopak, faktická nesmrtelnost Marťanů, stále je nutno vyrábět ovzduší, ale to má na starost jen jeden národ, napadený Marťan nesmí užít mocnější zbraň, než jakou byl napaden atd.)

## Přehled jednotlivých dílů cyklu

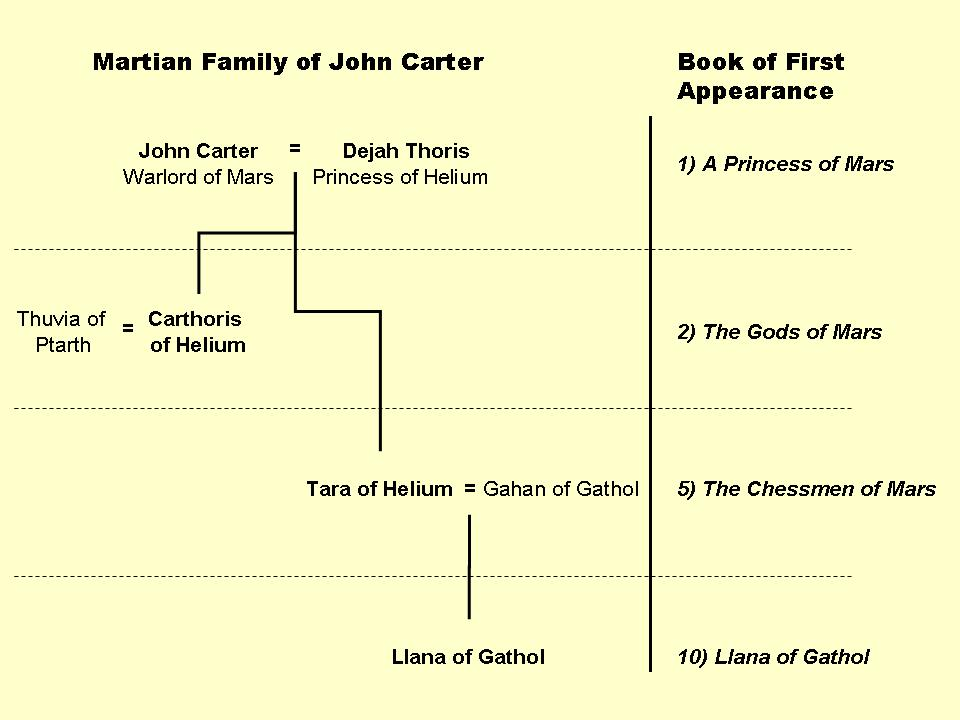
Rodokmen rodiny Johna Cartera na Marsu (anglicky).

- A Princess of Mars (1912 časopisecky v "pulp časopise" All-Story Magazine, 1917 knižně), česky jako Princezna z Marsu, úvodní svazek cyklu, ve které John Carter po potyčce s indiány zjistí, že ho „neznámá síla táhne k Marsu“. Probere se nahý v nepozemské krajině, je zde zajat kmenem zelených čtyřrukých Tharků (nomádi s kmenovou strukturou společnosti), spřátelí se s jedním z nich, s Tars Tarkasem, naučí se místní řeč a později se zamiluje do krásné dívky rudé pleti, kterou je Dejah Thoris, princezna z Helia (Dejah Thoris patří do humanoidní rasy rudých marťanů, špičky barsoomské civilizace). Po mnoha dalších dobrodružstvích se ale John Carter nedobrovolně navrátí na Zem.
- The Gods of Mars (1913 časopisecky, 1918 knižně), česky jako Bohové na Marsu. John Carter se po dlouhé době opět vrátí na Mars. Ocitne se ale v tajemném barsoomském ráji, z něhož se ovšem doposud nikdo nevrátil živý.
- The Warlord of Mars, (1913–1914 časopisecky, 1919 knižně), česky jako Pozemšťan vojevůdcem na Marsu. Ve třetím díle hledá John Carter ztracenou Dejah Thoris v mrazivých pustinách polárních oblastí Marsu, kde žijí Svatí Thernové, uctívaná rasa, která podle legend střeží tajemství života a smrti.
- Thuvia, Maid of Mars (1916 časopisecky, 1920 knižně), česky jako Thuvia, dívka z Marsu. Hlavním hrdinou tohoto svazku je Carthoris, syn Dejah Thoris a Johna Cartera, který hledá unesenou Thuvii, krásnou dceru jeddaka Ptarthu.
- The Chessmen of Mars (1922 časopisecky i knižně), česky jako Vražedná šachovnice na Marsu. Tara, dcera Dejah Thoris a Johna Cartera, se má stát odměnou v krvavé partii připomínající pozemské šachy, hrané ovšem živými figurami.
- The Master Mind of Mars (1927 časopisecky, 1928 knižně), česky jako Šílený vědec na Marsu. Bývalý pozemšťan Ulysses Paxton věrně slouží největšímu učenci Barsoomu, dokud jej příšerný obchod jeho pána s živými těly nepřinutí ke vzpouře.
- A Fighting Man of Mars (1930 časopisecky, 1931 knižně), česky jako Bojovník na Marsu. Život na Marsu je ohrožen mužem, jenž prahne po moci a vládne nepřemožitelnou zbraní.
- Swords of Mars 1934–1935 časopisecky, 1936 knižně), česky jako Mistři meče na Marsu. Dejah Thoris je unesena na Thurii, což je bližší z obou barsoomských měsíců, který je obýván rasou černých Marťanů.
- Synthetic Men of Mars (1939 časopisecky, 1940 knižně), česky jako Umělí lidé na Marsu. V laboratořích největšího vědce Barsoomu vzniká nová hrůza, která by mohla zahubit celý Mars…
- Llana of Gathol (1948), česky jako Llana z Gatholu. Kniha, nesoucí jméno vnučky Johna Cartera, obsahuje čtyři příběhy vydané časopisecky roku 1941: The Ancient Dead (původně jako The City of Mummies), The Black Pirates of Barsoom (původně jako Black Pirates of Barsoom), Escape on Mars (původně jako Yellow Men of Mars a Invisible Men of Mars).
- John Carter of Mars (1964), česky jako John Carter na Marsu, kniha obsahuje dva příběhy vydané časopisecky: John Carter and the Giant of Mars (1940) a Skeleton Men of Jupiter (1943).

## Filmové adaptace
- Princess of Mars (2009), americký „direct-to-video“ film, režie Mark Atkins,
- John Carter of Mars, 2012, americký film, režie Andrew Stanton, v titulní roli Taylor Kitsch.

## Česká vydání
V letech 1927 až 1929 vydal prvních pět titulů nakladatel Ladislav Šotek v Praze v překladu dr. Jiřího Macáka a s ilustracemi Václava Čutty. Kromě knih česky vyšlo také komiksové zpracování prvních několika knih v časopise ABC na přelomu 60. a 70. let, který podle scénáře Vlastislava Tomana nakreslili Jiří Veškrna a Milan Ressel (tento komiks znovu vydalo nakladatelství BB Art v roce 2001 jako součást publikace Velká Kniha Komiksů I.). Kompletně vyšla celá série česky až po roce 1990 v nakladatelství Paseka s ilustracemi Zdeňka Netopila.
- Princezna z Marsu, Ladislav Šotek, Praha 1927, přeložil Jiří Macák, vyšlo jako 6. svazek edice Spisy E. R. Burroughse,
- Bohové na Marsu, Ladislav Šotek, Praha 1928, přeložil Jiří Macák, vyšlo jako 7. svazek edice Spisy E. R. Burroughse,
- Pozemšťan vojevůdcem na Marsu, Ladislav Šotek, Praha 1928, přeložil Jiří Macák, vyšlo jako 8. svazek edice Spisy E. R. Burroughse,
- Thuvia, děvče z Marsu, Ladislav Šotek, Praha 1928, přeložil Jiří Macák, vyšlo jako 9. svazek edice Spisy E. R. Burroughse,
- Vražedná šachovnice na Marsu, Ladislav Šotek, Praha 1929, přeložil Jiří Macák, vyšlo jako 10. svazek edice Spisy E. R. Burroughse,
- Princezna z Marsu, Paseka, Praha 1995, přeložil Jiří Macák, překlad upravil Ivan Beránek,
- Bohové na Marsu Paseka, Praha 1996, přeložil Jiří Macák, překlad upravil Ivan Beránek,
- Pozemšťan vojevůdcem na Marsu, Paseka, Praha 1996, přeložil Jiří Macák, překlad upravil Ivan Beránek,
- Thuvia, dívka z Marsu, Paseka, Praha 1997, přeložil Jiří Macák, překlad upravil Ivan Beránek,
- Vražedná šachovnice na Marsu, Paseka, Praha 1998, přeložil Jiří Macák, překlad upravil Ivan Beránek,
- Šílený vědec na Marsu, Paseka, Praha 1998, přeložil Jan Kantůrek,
- Bojovník na Marsu, Paseka, Praha 1999, přeložil Jan Kantůrek,
- Mistři meče na Marsu, Paseka, Praha 2000, přeložil Jan Kantůrek,
- Umělí lidé na Marsu, Paseka, Praha 2000, přeložil Jan Kantůrek,
- Llana z Gatholu, Paseka, Praha 2002, přeložil Jan Kantůrek,
- John Carter na Marsu, Paseka, Praha 2003, přeložil Jan Kantůrek.